# UBL3
UBL3 (англ. Ubiquitin like 3) – білок, який кодується однойменним геном, розташованим у людей на короткому плечі 13-ї хромосоми. Довжина поліпептидного ланцюга білка становить 117 амінокислот, а молекулярна маса — 13 157.
| 10         |  | 20         |  | 30         |  | 40         |  | 50         |
| ---------- |  | ---------- |  | ---------- |  | ---------- |  | ---------- |
| MSSNVPADMI |  | NLRLILVSGK |  | TKEFLFSPND |  | SASDIAKHVY |  | DNWPMDWEEE |
| QVSSPNILRL |  | IYQGRFLHGN |  | VTLGALKLPF |  | GKTTVMHLVA |  | RETLPEPNSQ |
| GQRNREKTGE |  | SNCCVIL    |  |            |  |            |  |            |

A: Аланін

C: Цистеїн

D: Аспарагінова кислота

E: Глутамінова кислота

F: Фенілаланін

G: Гліцин

H: Гістидин

I: Ізолейцин

K: Лізин

L: Лейцин

M: Метіонін

N: Аспарагін

P: Пролін

Q: Глутамін

R: Аргінін

S: Серин

T: Треонін

V: Валін

W: Триптофан

Локалізований у клітинній мембрані, мембрані.